# Maksymilian II (król Bawarii)
Maksymilian II Bawarski, Maksymilian II Józef Wittelsbach (ur. 28 listopada 1811 w Monachium; zm. 10 marca 1864 tamże) – król Bawarii w latach 1848–1864.

## Życiorys
Maksymilian II był synem króla Ludwika I i Teresy von Sachsen-Hildburghausen. Odebrał solidne i wszechstronne wychowanie. Zgłębiał nauki prawa państwowego i historii w Getyndze i Berlinie. W czasie studiów w Getyndze był uczniem Fryderyka Dahlmana i Arnolda Heerena, w Berlinie zaś Fryderyka Raumera i Leopolda von Ranke. Król Maksymilian swoje rozumienie historii a także zamiłowanie do tego, co uniwersyteckie przejął po części od wszystkich tych wykładowców. Starał się później tą samą drogą pokierować losy swego syna Ludwika, lecz ten nie przejawiał większych zainteresowań w tym zakresie.
W wieku 21 lat Maksymilian kupił ruiny zamku Hohenschwangau i odbudował go. Maksymilian II objął tron po abdykacji ojca 11 marca 1848 roku. W chwili objęcia władzy miał 37 lat, był wysokiego wzrostu i miał dobrą prezencję. Zapewniał rodzinę, że gdyby nie był królem wykładałby na uniwersytecie. Nie znosił publicznych wystąpień i dworskiej etykiety, choć przestrzegał jej sumiennie z zaskakującą wytrwałością. Najchętniej przebywał wśród pisarzy, erudytów i uczonych.
Maksymilian II był człowiekiem poważnym, z gruntu uczciwym, przeciętnie inteligentnym i pełnym dobrej woli.

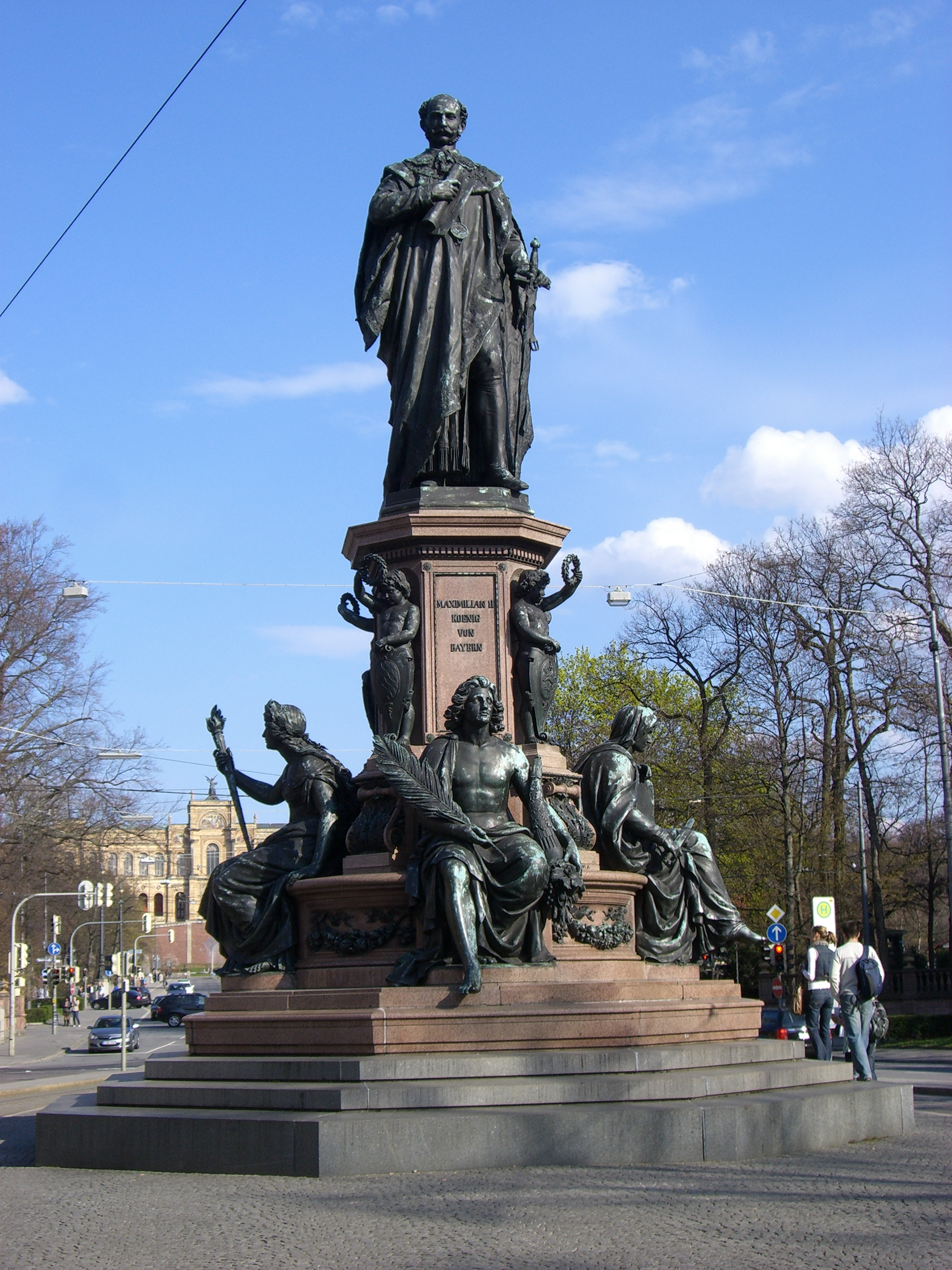
Pomnik króla Maksymiliana w Monachium

## Polityka wewnętrzna i zagraniczna
W polityce zagranicznej Maksymilian II od początku swych rządów dążył do zachowania niezależności Bawarii. Odmówił poparcia dla przegłosowanej w Berlinie Konstytucji Królestwa Pruskiego, ogłoszonej dnia 5 grudnia 1848 r. Starał się zbudować z Bawarii trzecią siłę polityczną po Austrii i Prusach.

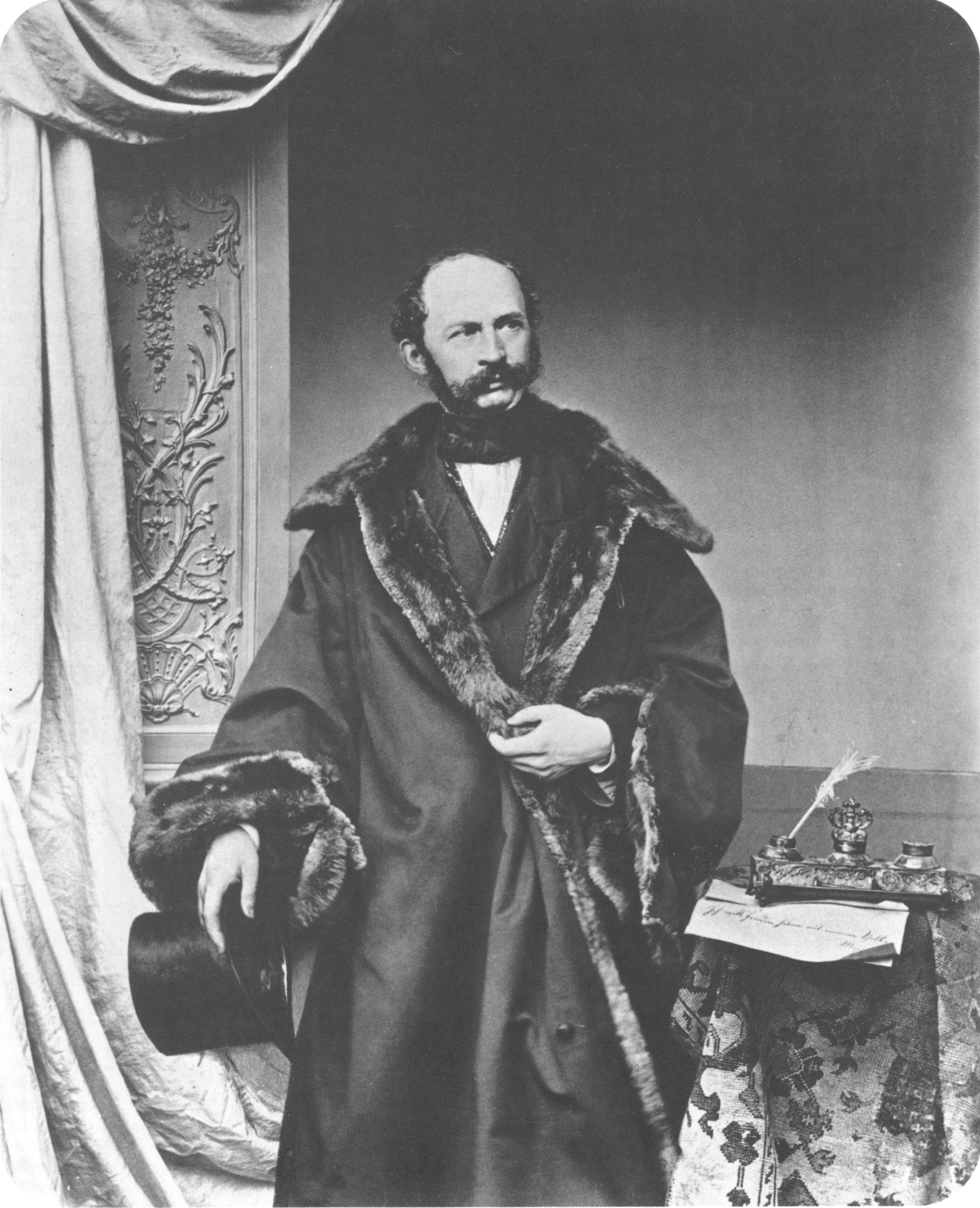
Król Maksymilian około roku 1860

W polityce wewnętrznej był podobnie jak ojciec mecenasem kultury i sztuki. Pod patronatem króla prowadzono w Monachium liczne sympozja i konferencje. Zreformował szkolnictwo, prawo i sprawy społeczne. Założył Akademię Nauk i Bawarskie Muzeum Narodowe. Od 1854 roku organizował co tydzień sympozja duchowej elity Bawarii. 20 sierpnia 1858 roku powołano Komisję Historyczną działającą przy Bawarskiej Akademii Nauk.

## Kwestia księstwSzlezwikuiHolsztyna
Król Maksymilian w czasie swojego panowania stanął przed koniecznością rozwiązania kilku ważkich kwestii politycznych. 15 listopada 1863 roku umarł nagle Fryderyk VII, król Danii. Na nowo rozgorzał spór na temat ustrojowego statusu księstw Szlezwiku i Holsztyna, które należały do Związku Niemieckiego. Przed śmiercią król Fryderyk VII przygotował projekt „zjednoczonej Konstytucji Państwa” który włączyłby Szlezwik do królestwa duńskiego. Dwa dni później król umarł i projekt nie wszedł w życie. Król Maksymilian w zaistniałej sytuacji próbował odegrać rolę trzeciej siły między pretensjami duńskimi a pruskimi ambicjami. Ostatecznie jego starania zakończyły się fiaskiem. Otto von Bismarck, kanclerz Niemiec, zaproponował Austrii wspólne wystąpienie przeciwko Danii. Franciszek Józef I zaakceptował tę propozycję. Wojna, która wybuchła w 1864 roku przyniosła sukces koalicjantom. Na terenie Szlezwiku-Holsztyna ustanowiono kondominium, jednak głównie za sprawą Bismarcka nie funkcjonowało ono poprawnie, a jego rządzenie nastręczało wielu kłopotów. W tej sytuacji Austria zaproponowała podział księstw, w wyniku czego Szlezwik przypadł Prusom, natomiast Holsztyn Austrii.

## Królewski styl
Król Maksymilian dbał o publiczny wizerunek i własny dom. Kochał sztukę i promował wszelkie działania na rzecz zachowania przez swoich poddanych bawarskiej tożsamości narodowej. Popierał bawarskie stroje, obyczaje czy muzykę ludową. Dwukrotnie za jego panowania w latach 1849 i 1855 na terenie całej Bawarii odbywały się liczne koncerty promujące muzykę ludową tego kraju.
Prowadząc politykę państwa król Maksymilian często zasięgał rady ministrów. Decyzje polityczne podejmował wolno i zawsze po długim namyśle. Choć jego stosunki z ojcem były napięte kontynuował jego dzieło w zakresie prac budowlanych podnoszących rangę stolicy państwa, Monachium.

## Małżeństwo i rodzina
12 października 1842 ożenił się z księżniczką pruską, Marią Fryderyką (wnuczką króla Prus – Fryderyka Wilhelma II Hohenzollerna), z którą miał dwóch synów – szalonych królów Bawarii:
- Ludwika II (1845–1886)
- Ottona (1848–1916).

Maksymilian II zmarł 10 marca 1864 roku na zapalenie płuc i został pochowany w kościele Teatynów w Monachium.

## Odznaczenia
- Wielki Mistrz Orderu Świętego Huberta[5]
- Wielki Mistrz Orderu Świętego Jerzego[5]
- Wielki Mistrz Orderu Maksymiliana Józefa[5]
- Wielki Mistrz Orderu Zasługi Korony Bawarskiej[5]
- Wielki Mistrz Orderu Zasługi Świętego Michała[5]
- Wielki Mistrz Orderu Maksymiliana za Naukę i Sztukę (fundator w 1853)[5]
- Wielki Mistrz Orderu Ludwika[5]

## Najważniejsza literatura
- Jean des Cars, Ludwik II Bawarski, Warszawa 1997, (cykl: „Biografie Sławnych Ludzi”).
- Historia w datach, pod red. M. Czaplińskiego i J. Maronia, Warszawa 1997.
- Rainer A. Müller (Red.): König Maximilian II. von Bayern 1848–1864. Hrsg. vom Haus der Bayerischen Geschichte. Rosenheimer, Rosenheim 1988, ISBN 3-475-52589-5.
- Martin Schäfer: Maximilian II., König von Bayern (= Heyne-Biographien. Band 168). Heyne, München 1989, ISBN 3-453-02620-9.

| Prapradziadkowie                                     | Christian III Wittelsbach (1674-1735) ∞1719 Karolina Nassau-Saarbrücken (1704–1774)                            | Józef Karol Wittelsbach (1694-1729) ∞1717 Elżbieta Augusta Wittelsbach (1693-1728)                             | landgraf Hesji-Darmstadt Ludwik VIII (1691-1768) ∞1717 Charlotta Hanau-Lichtenberg (1700-1726)                 | Christian Leiningen-Dagsburg (1695-1766) ∞1726 Katarzyna Polyxena Solms-Rödelheim (1702-1765)                  | Ernest Fryderyk II Wettyn (1707-1745) ∞1726 Karolina Erbach-Fürstenau (1700–1758) | Ernest August Wettyn (1688-1748) ∞1734 Zofia Charlotta Hohenzollern (1713–1747)   | Karol Mecklenburg (1708–1752) ∞ 1735 Elżbieta Albertyna Wettyn (1713–1761)                                     | Jerzy Wilhelm Hessen-Darmstadt (1722–1782) ∞ 1748 Maria Leiningen-Dagsburg-Falkenburg (1729–1818)              |
| Pradziadkowie                                        | Fryderyk Michał Wittelsbach (1724-1767) ∞1746 Maria Franciszka Wittelsbach (1724-1794)                         | Fryderyk Michał Wittelsbach (1724-1767) ∞1746 Maria Franciszka Wittelsbach (1724-1794)                         | Jerzy Wilhelm Hessen-Darmstadt (1722-1782) ∞1748 Maria Leiningen-Dagsburg-Falkenburg (1729-1818)               | Jerzy Wilhelm Hessen-Darmstadt (1722-1782) ∞1748 Maria Leiningen-Dagsburg-Falkenburg (1729-1818)               | Ernest Fryderyk III Wettyn (1727-1780) ∞1758 Ernestyna Augusta Wettyn (1740-1786) | Ernest Fryderyk III Wettyn (1727-1780) ∞1758 Ernestyna Augusta Wettyn (1740-1786) | wielki książę Karol II Mecklenburg-Strelitz (1741–1816) ∞ 1768 Fryderyka Karolina Hessen-Darmstadt (1752–1782) | wielki książę Karol II Mecklenburg-Strelitz (1741–1816) ∞ 1768 Fryderyka Karolina Hessen-Darmstadt (1752–1782) |
| Dziadkowie                                           | król Bawarii Maksymilian I Józef Wittelsbach (1756-1825) ∞1785 Augusta Wilhelmina Hessen-Darmstadt (1765-1796) | król Bawarii Maksymilian I Józef Wittelsbach (1756-1825) ∞1785 Augusta Wilhelmina Hessen-Darmstadt (1765-1796) | król Bawarii Maksymilian I Józef Wittelsbach (1756-1825) ∞1785 Augusta Wilhelmina Hessen-Darmstadt (1765-1796) | król Bawarii Maksymilian I Józef Wittelsbach (1756-1825) ∞1785 Augusta Wilhelmina Hessen-Darmstadt (1765-1796) | Fryderyk Wettyn (1763-1834) ∞1785 Charlotta Mecklenburg-Strelitz (1769-1818)      | Fryderyk Wettyn (1763-1834) ∞1785 Charlotta Mecklenburg-Strelitz (1769-1818)      | Fryderyk Wettyn (1763-1834) ∞1785 Charlotta Mecklenburg-Strelitz (1769-1818)                                   | Fryderyk Wettyn (1763-1834) ∞1785 Charlotta Mecklenburg-Strelitz (1769-1818)                                   |
| Rodzice                                              | król Bawarii Ludwik I Wittelsbach (1786-1868) ∞1810 Teresa Wettyn (1792-1854)                                  | król Bawarii Ludwik I Wittelsbach (1786-1868) ∞1810 Teresa Wettyn (1792-1854)                                  | król Bawarii Ludwik I Wittelsbach (1786-1868) ∞1810 Teresa Wettyn (1792-1854)                                  | król Bawarii Ludwik I Wittelsbach (1786-1868) ∞1810 Teresa Wettyn (1792-1854)                                  | król Bawarii Ludwik I Wittelsbach (1786-1868) ∞1810 Teresa Wettyn (1792-1854)     | król Bawarii Ludwik I Wittelsbach (1786-1868) ∞1810 Teresa Wettyn (1792-1854)     | król Bawarii Ludwik I Wittelsbach (1786-1868) ∞1810 Teresa Wettyn (1792-1854)                                  | król Bawarii Ludwik I Wittelsbach (1786-1868) ∞1810 Teresa Wettyn (1792-1854)                                  |
| Maksymilian II Wittelsbach (1811-1864), król Bawarii | | | | |                                                                                   |                                                                                   | | |